# Aloe arenicola
Aloe arenicola là một loài thực vật có hoa trong họ Măng tây. Loài này được Reynolds mô tả khoa học đầu tiên năm 1938.

## Hình ảnh

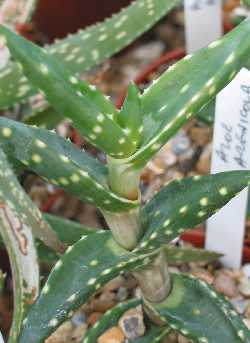